# 開湯伝説
開湯伝説（かいとうでんせつ）とは、温泉が発見された由来に関する言い伝え･伝説。あくまで言い伝えであり、史実とは異なる（後述）。

## 概要
その内容は温泉地により異なり、また温泉によっては複数の伝説が存在する温泉もある。必ずしも全ての温泉に存在するものではなく、主に歴史が古い温泉に開湯伝説が存在する。
由来としては、「神話に基づくもの」、「僧侶・武将による発見」、「動物が発見したもの」などがある。このような開湯伝説が創られる理由として、口頭説明に信憑性をもたらすためだとしている。すなわち、口先で旅人が語っても、なかなか相手に信じてもらえないが、それを敢えて鳥獣が傷を癒しているの見た、あるいは著名な武将や高僧、記紀の英雄らが発見したとフィクションを加えることで、相手をそのように思いこませる説得手段であるという。つまるところ、開湯伝説の大半はフィクションであり、実際の発見者は近郷の農民、杣人などが多い。
その開湯伝説の目的は、いわゆる「おらが湯」の宣伝活動に因るところが大きい。今日でも各温泉地において、この開湯伝説が盛んに喧伝されているのはこのためであり、この傾向は江戸時代やそれ以前から見られた。
したがって、情報化が進んだ今日のようにボーリングで開発される温泉では、開湯伝説が存在することは稀である。今日の場合、例えば吉井温泉のように温泉開発者が神のお告げを夢で見た、など開発者の思いによるものがわずかに存在する程度である。

## 神話および皇族によるもの
各地に大国主命と少彦名命の開湯伝説がある。これら神話上の人物による開湯は仏教伝来以前の古湯に見られるケースで、彼らが開湯の主役に祭り上げられる理由は、先祖、英雄、開拓者などの根強い崇拝のためである。また、歴史の真偽は別問題として、神話の人物は、一豪族の長など有力者が多く、医薬に通じていた者も多かったとされる。たとえば、大国主命は医薬に対する知識は明るかったとされ、それは因幡の白兎伝説の際の火傷治療などでその高い知識が垣間見られる。また、少彦名命も医薬に精しい神として知られ、温泉信仰の拠り処となっている。
- 道後温泉 - 湯に浸かって平癒した少彦名命が踊り、その足跡が記されているという石（玉石）が遺されている。大国主命が手のひらに少彦名命を載せた模様を掘り込んだ湯釜が道後温泉本館の浴槽に設置されている。『伊予国風土記』逸文には、この時、大国主命が大分の鶴見岳の山麓から湧く「速見の湯」（現在の別府温泉）を海底に管を通して道後温泉へと導いたという神話が記載されている。
- 有馬温泉 - 大己貴命と少彦名命が、湯を浴び傷を癒す三羽のカラスの様子から発見したとされる。
- 奥津温泉 - 西日本各地に皇族が来湯した伝説が残っている。
- 嬉野温泉 - 神功皇后
- 武雄温泉　- 神功皇后
- 南紀白浜温泉 - 持統天皇他、日本書紀による

## 人物による発見伝説
歴史上の人物による発見は行基、空海（弘法大師）、一遍などの僧侶による発見などの言い伝えが各地に残っている。これは、仏教においては病を退けて福を招来するものとして入浴が奨励され、貧しい人々や病人・囚人らを対象として施浴がおこなわれていた為である。行基が発見したものは北陸をはじめ、各地に多い。東北地方では、坂上田村麻呂による発見伝説が多く残されている。また役行者らの山伏による発見伝説も多い。
著名な人物による発見伝説で共通することは、開湯伝説を作成する際に名前を引用しただけの場合が多く存在することである。特に、東北地方の坂上田村麻呂にまつわる開湯伝説はその大半が名前を借りただけである。また弘法大師による開湯伝説の場合、高野聖のうち、いわゆる山師的なものが温泉を探り当てた際に教祖たる空海の名を借用したともいわれる。
また、仏教の教えは人身の健康にも通じていた。それゆえ、僧侶は医薬にも精通していた者が多く、湯治の場として温泉を勧めた僧もいたという。そして、温泉により傷や病が癒えたことで、御利益があったと見做すことになり、温泉信仰が根付くようになった。つまり、信仰色が強い湯治場などで、僧侶による発見伝も多く、その効能や効果を世に広く謳うために、温泉療養に関連性の強い僧侶、とりわけその中で高名な人物を引き合いに出したという具合である。
高名な人物を借用するのは、前述の通り先賢の崇拝という部分が強いが、鎌倉仏教が広がる中で、それまで漠然として信仰の存在となっていた温泉に対し、医学的な活用がウェイトを占め、実用的、実益的なものになる。よって、鎌倉時代以降の人物が発見したケースでは史実に基づいたものも多い。たとえば、鎌倉中期には大友頼泰が温泉奉行を置いて浜脇温泉、別府温泉を整備しており、その湯治場の一つ楠温泉には元寇の役の戦傷者が保養に来た記録が残っている。1276年（建治2年）には、九州各地を勧進していた一遍が別府に立ち寄り、火男火売神社の導きにより「玖倍理湯の井」を鎮めて鉄輪温泉の石風呂（現在の鉄輪むし湯）を開いたとされる。武田信玄は多くの隠し湯を持っていたとされるが、これは傷兵の平癒という実益を兼ねたものである。また、信玄自身も下部温泉で、川中島の戦いでの傷を癒している。これらは、英雄崇拝という部分も見られる（他の人が発見したかも知れないが、それを恰も郷土の英雄である武将が発見したような喧伝がなされている点から）が、それ以上にこの頃になると医学の知識も向上しており、信仰の対象でもあった温泉の実用的な効能において、かなり強い信憑性を帯びていたことが挙げられる。
以下に、主要な人物とそれが発見したとされる温泉の例を挙げる。

### 僧侶

#### 行基
- 作並温泉（宮城県）
- 東山温泉（福島県）
- 芦ノ牧温泉（福島県）
- 草津温泉（群馬県）
- 藪塚温泉（群馬県）
- 野沢温泉（長野県）
- 渋温泉（長野県）
- 湯田中温泉（長野県）
- 山代温泉（石川県）
- 雲仙温泉（長崎県）
- 山中温泉（石川県）
- 吉奈温泉
- 谷津温泉
- 蓮台寺温泉（静岡県）
- 三谷温泉
- 木津温泉
- 関金温泉（鳥取県）
- 塩江温泉

他にも、有馬温泉、湯河原温泉などにも行基にまつわる伝承が残っている。

#### 空海
- あつみ温泉（山形）
- 大塩温泉（福島）
- 芦ノ牧温泉（福島）
- 出湯温泉（新潟）
- 瀬戸口温泉（新潟）
- 清津峡温泉（新潟）
- 関温泉（新潟）
- 燕温泉（新潟）
- 川場温泉（群馬）
- 法師温泉（群馬）
- 修善寺温泉（静岡）
- 伊豆山温泉（静岡）
- 信玄の湯 湯村温泉（山梨）
- 鹿塩温泉（長野）
- 海の口温泉（長野）
- 赤引温泉（愛知）
- 龍神温泉（和歌山）
- 関金温泉（鳥取）
- 湯免温泉（山口）
- 湯之谷温泉（愛媛）
- 東道後温泉（愛媛）
- 杖立温泉（熊本）
- 熊の川温泉（佐賀）
- 波佐見温泉（長崎）

#### 一遍
- 鉄輪温泉（大分）
  - 鉄輪むし湯

### 武将

#### 坂上田村麻呂
- 中房温泉（長野県）
- 蓼科温泉（長野県）
- 梨木温泉
- 四万温泉（群馬県）
- 岳温泉
- 大沢温泉
- 志戸平温泉（岩手県）
- 台温泉
- 藤七温泉
- 男鹿温泉郷（秋田県）

## 鳥獣による発見伝説
鳥獣が発見したもの（正確には動物が湯に浸かっているのを見た古人が温泉であることを発見したもの）としては、「白い」動物にちなむものが多い。中には、「お告げ」に近い伝説もある。以下に動物とその温泉の例を挙げる。
また、動物が発見したという部分自体がフィクションの場合も存在し、その場合は前述の温泉信仰が関わっている場合が大きい（白い動物が多いのも、これに因む）。
しかし、実際は鳥獣たちが発見したのではなく、それが温泉だと発見したのはそれを目撃した村人（猟師や樵夫など）たちである。動物は本能的に水浴びなどをすることで、体の疲れを癒す習性があり、自然に湧出したいで湯などもその一環として利用されていたに過ぎない。それを敢えて、効能の説得のしやすさや親しみやすさを引き出すために、身近な野生の鳥獣を持ち上げたといえる。
また、この鳥獣が発見したという伝説では、決まって「外傷を癒した」という文句がある。胃腸病や関節痛などは不可視的なものであるために、本当に動物がそれを癒しているか分からないが、外傷なら目に見えるものであるために、誰にでも説得できるからである。もっとも、この鳥獣が発見した温泉は、開湯伝説とは裏腹に、外傷にはさほど効果を発揮せず、むしろそれ以外の部分に効果を発揮することがある。これは前述の通り、鳥獣がいで湯で癒していたのは、必ずしも外傷の治療でなく、単に疲れを癒していた本能的なもの、あるいはたまたまいで湯に鳥獣がいたという偶然として考えられるからである。
- 白鷺 - 下呂温泉、山中温泉、道後温泉など
- コウノトリ - 城崎温泉など
- 白キツネ - 湯田温泉など
- 白狼 - 三朝温泉など
- 鹿 - 山鹿温泉、鹿教湯温泉など
- 猿 - 俵山温泉など
- 蛇 - 老神温泉

上記のなかには複数の伝説を有するものもある。